# Franz Arancibia
Franz Ramón Arancibia Unger (* 7. April 1967 in Santiago de Chile) ist ein ehemaliger chilenischer Fußballspieler. Der Stürmer absolvierte ein Länderspiel für die Nationalmannschaft.

## Karriere

### Verein
Franz Arancibia, auch unter seinem Spitznamen El Otto aufgrund seiner deutschen Vorfahren bekannt, spielte in der Jugend vom CD Universidad Católica und vom CD Magallanes. Bei Magallanes debütierte der Stürmer 1984 ausgerechnet gegen sein früheren Jugendklub Universidad Católica. 1989 sammelte El Otto seine einzige Auslandserfahrung in der Schweiz beim FC St. Gallen. Sonst spielte der Angreifer bis zu seinem Karriereende 2001 nur für Klubs in Chile, darunter für CF Universidad de Chile und die längste Zeit von 1992 bis 1996 bei Deportes Temuco. Bei La U erzielte Arancibia bei seinem Debüt ein Tor nach 29 Spielsekunden. Wegen seiner hohen Geschwindigkeit wurde er auch manchmal El Hijo del Viento genannt.

### Nationalmannschaft
Franz Arancibia absolvierte für La Roja im Februar 1996 unter Xabier Azkargorta sein einziges Länderspiel. Beim 1:1-Unentschieden im Freundschaftsspiel gegen Bolivien spielte der Offensivspieler die erste Spielhälfte.

## Sonstiges
Im Dezember 2012 nahm er an Freundschaftsspielen teil, um Spenden für lokale Schulen in Quillota zu sammeln.
Seine Mutter Edith Unger ist deutscher Herkunft. Seine jüngeren Brüder Leopoldo, Eduardo und Roque spielten ebenfalls Fußball. Der Sohn von Leopoldo Francisco Arancibia ist aktueller Profifußball- und war Jugendnationalspieler.